# Deštné lesy mírného pásu

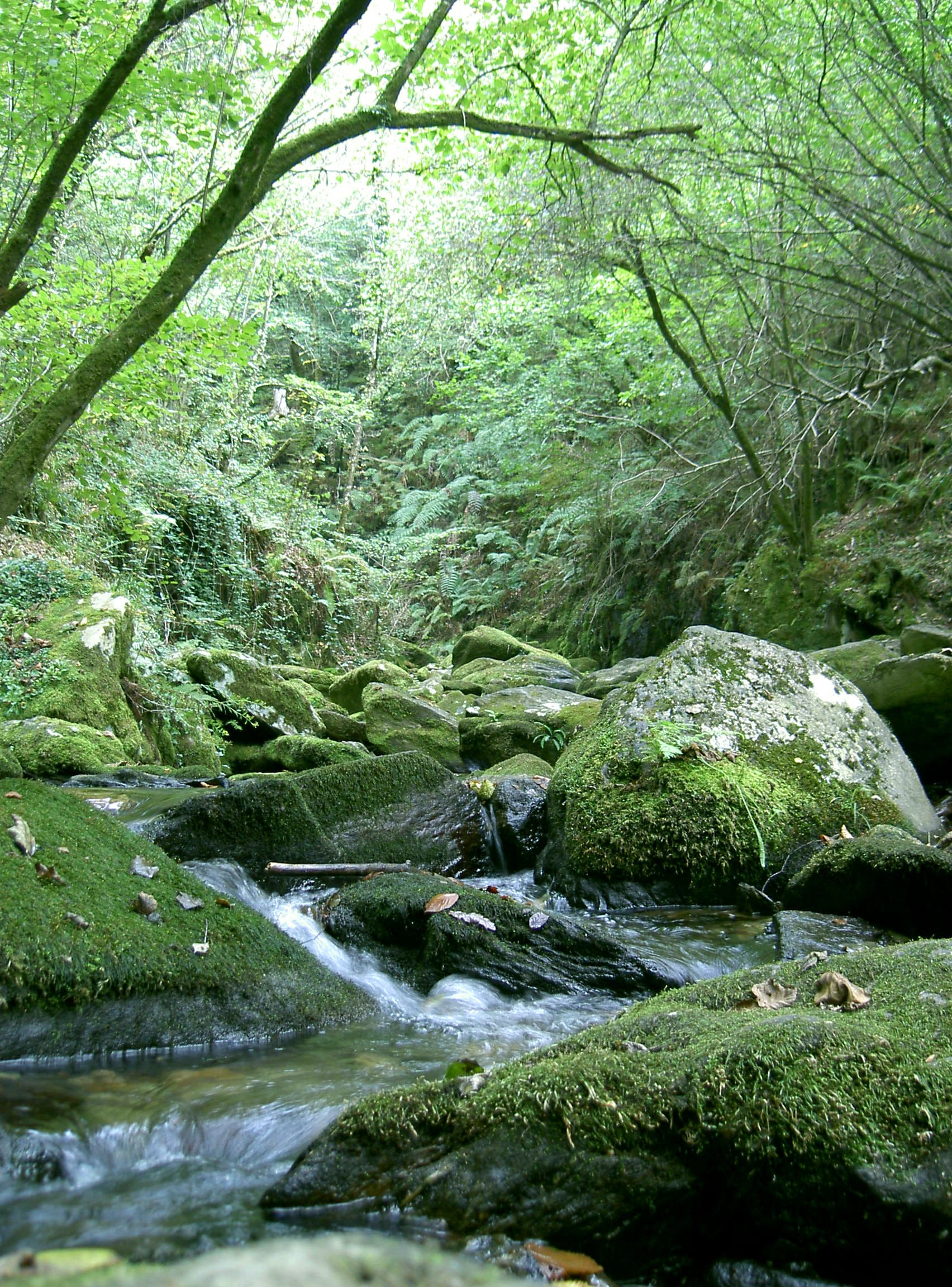
Deštný les Fragas do Eume ve Španělsku

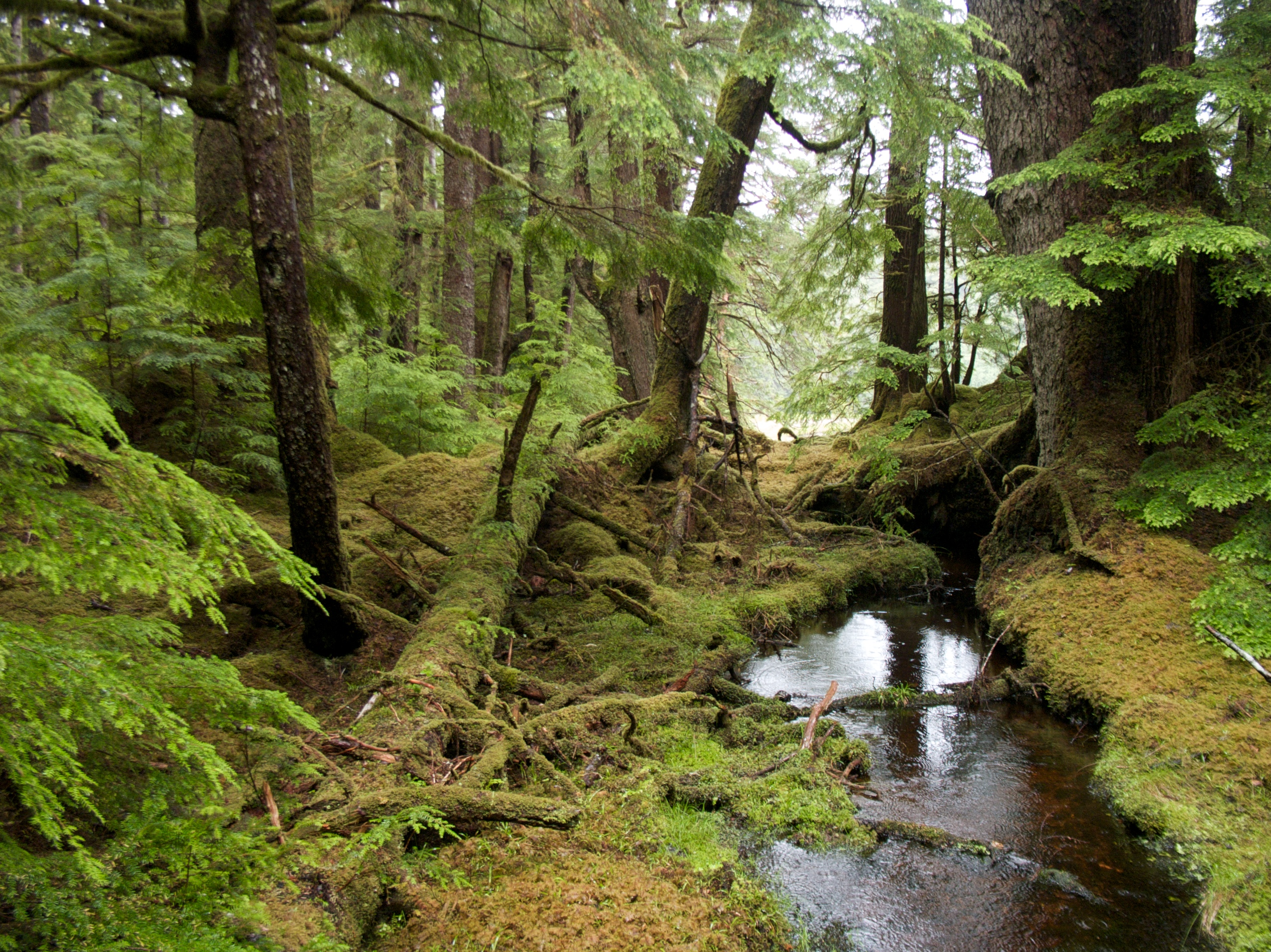
Deštný les v národním parku Gwaii Haanas v Kanadě

Deštné lesy mírného pásma jsou jehličnaté nebo listnaté lesy, které se vyskytují v mírném pásmu a jsou bohaté na srážky.
Deštné lesy mírného pásma se vyskytují v oceánských vlhkých oblastech po celém světě: Pacifické deštné lesy mírného pásma na severozápadě Severní Ameriky a také apalačské deštné lesy mírného pásma na východě USA. Slunečního pásu; Valdivijské lesy mírného pásma na jihozápadě Jižní Ameriky (Chile); deštné lesy Nového Zélandu a jihovýchodní Austrálie; severozápadní Evropa (malé oblasti ve Velké Británii a větší oblasti v Irsku, jižním Norsku a sever Pyrenejského poloostrova); jižní Japonsko; černomořsko-kaspická oblast od nejjižnějšího pobřežního pásma bulharského pobřeží přes Turecko až po Gruzii a severní Írán.
Vlhké podmínky deštných lesů mírného pásma obecně podporují podrost mechů, kapradin a některých keřů a bobulovin. Deštné lesy mírného pásma mohou být jehličnaté lesy mírného pásma nebo listnaté a smíšené lesy mírného pásma.

## Definice
Pro mírné deštné lesy Severní Ameriky je široce uznáván:
- roční úhrn srážek 200–400 cm
- průměrná roční teplota mezi 4 °C a 12 °C

Avšak roční úhrn srážek závisí na faktorech, jako je rozdělení srážek v průběhu roku, teploty v průběhu celého roku a přítomnost mlhy. Definice v jiných zemích se značně liší.
Například australská definice je více ekologicko-strukturální než klimatická:
- uzavřené klenby stromů vylučují nejméně 70 % z nebe
- les je složen převážně z dřevin, které nevyžadují požár k regeneraci a jejich sazenice jsou schopny regenerovat se ve stínu a v přirozených otvorech

Ta by například vyloučila část mírných deštných lesů na západně Severní Ameriky se stromy, jako je douglaska, jeden z jejich dominantních druhů. Severoamerická definice by pak vyloučila část mírných deštných lesů v jiných zemích.

## Globální rozdělení
Mírné lesy pokrývají velkou část Země, ale mírné deštné lesy se vyskytují pouze v několika málo oblastech po celém světě. Většina z nich se vyskytuje v oceánsko-vlhkých klimatech:
Pacifické mírné deštné lesy na západě Severní Ameriky (od jihovýchodní Aljašky po střední Kalifornii), Valdiviánské a Magellanické mírné deštné lesy na jihozápadě Jižní Ameriky (jižní Chile a přilehlá část Argentiny), kapsy deštného lesa v severozápadní Evropě (od jižního Norska po severní Španělsko), mírné deštné lesy jihovýchodní Austrálie (Tasmánie a Victoria) a na Novém Zélandu mírné deštné lesy (západní pobřeží jižního ostrova).
Jiné se vyskytují v subtropicko-vlhkých klimatech:
Jihoafrické Knysno-Amatolské pobřežní lesy, Kolchidské deštné lesy ve východní černomořské oblasti (Turecko a Gruzie), Kaspické mírné deštné lesy Ázerbájdžánu a Íránu (Hyrkánské lesy), horské mírné deštné lesy podél pobřeží Pacifiku východního Tchaj-wanu, jihozápadně od Japonska Taiheiyo lesy, pobřeží Nového Jižního Walesu v Austrálii a Nový Zéland.
Nicméně, některé oblasti jako Rocky Mountains v Britské Kolumbii, severní Idaho a severozápadní Montana, hřeben Skalistých hor v Britské Kolumbii a Montaně a ruský dálný východ v Asii (Ussuri, Mandžusko, Sachalin) mají více kontinentálního klimatu, ale tvoří dost srážek deště i sněhu pro výskyt mírného deštného lesa.
Roztroušené malé kapsy mírného deštného lesa také existují podél Appalačského pohoří od severní Georgie po Novou Anglii. Horské jehličnaté lesy Changbaiských hor, které hraničí s Čínou a Severní Koreou, jsou dobrým příkladem obsahujícím některé z nejbohatších vysokých jehličnatých stálezelených lesů ve východní Asii.